# Sclerochiton triacanthus
Sclerochiton triacanthus är en akantusväxtart som beskrevs av Adrianus Dirk Jacob Meeuse. Sclerochiton triacanthus ingår i släktet Sclerochiton och familjen akantusväxter. Inga underarter finns listade i Catalogue of Life.